# Limnonectes hascheanus
Limnonectes hascheanus là một loài ếch trong họ Ranidae. Loài này có ở Ấn Độ, Indonesia, Lào, Malaysia, Myanmar, Thái Lan, Việt Nam, và có thể cả Trung Quốc.
Các môi trường sống tự nhiên của chúng là các khu rừng ẩm ướt đất thấp nhiệt đới hoặc cận nhiệt đới và các đồn điền. Nó không được xem là bị đe dọa theo IUCN.